# Emoproteina
Una emoproteina, o eme proteina, è una metalloproteina contenente un gruppo prostetico eme legato covalentemente o non covalentemente alla proteina stessa. Il ferro presente nell'eme è capace di subire ossidazione o riduzione, assumendo carica 2+ o 3+ (anche se sono note forme 4+ stabili in enzimi perossidasi).

## Funzione biologica
Le emoproteine hanno differente funzione biologica, tra le principali:
- trasporto
  - emoglobina
  - mioglobina
  - neuroglobina
  - citoglobina
  - legoglobina

- catalisi
  - citocromo c perossidasi
  - citocromo c ossidasi
  - catalasi
  - perossidasi eosinofila

- trasporto attivo di membrana
  - citocromo c

- sensorie
  - FixL (Oxygen sensor)
  - sGC (Nitric Oxide sensor)
  - CooA (CO sensor)